# Aethesolithon
Aethesolithon, fosilni rod crvenih algi iz porodice Hapalidiaceae, dio reda Hapalidiales. Postoje četiri priznatre vrste, a tipična je A. problematicum iz Guama.

## Vrste
1. Aethesolithon cutchensis A.K.Pal & Ghosh
2. Aethesolithon grande J.H.Johnson
3. Aethesolithon guatemalaensum J.H.Johnson & Kaska
4. Aethesolithon problematicum J.H.Johnson